# District de Figeac
Le district de Figeac est une ancienne division territoriale française du département du Lot de 1790 à 1795.
Il était composé des cantons de Figeac, Ainac, Cajarc, la Capelle Marival, Livernon et la Tronquiere.